# Ribeirão Macaúbas
Ribeirão Macaúbas är ett vattendrag i Brasilien.   Det ligger i delstaten Minas Gerais, i den sydöstra delen av landet, 500 km öster om huvudstaden Brasília.
I omgivningarna runt Ribeirão Macaúbas växer huvudsakligen savannskog. Runt Ribeirão Macaúbas är det mycket glesbefolkat, med 6 invånare per kvadratkilometer.